# MattyBraps
Matthew David Morris (ur. 6 stycznia 2003 w Duluth), znany też jako MattyBraps i MattyB – amerykański wokalista, który zyskał popularność oryginalnymi teledyskami muzyki popularnej. Swoje klipy zaczął publikować w serwisie YouTube w 2010 roku, uzyskał 500 tys. wyświetleń w pierwszym tygodniu.

## Życie i kariera
MattyB mieszka w Suwanee, blisko Atlanty, w stanie Georgia, w USA. Bierze lekcje śpiewu u tej samej osoby, która uczyła Justina Biebera i Ushera. Jego rodzina ma własne studio nagraniowe w ich domu.
Matthew David Morris teledyski zawsze publikuje na swoim kanale YouTube, gdzie według stanu na październik 2016 miał ponad 200 klipów, 3 mld wyświetleń i 7,2 mln subskrybentów. Najwięcej wyświetleń uzyskał teledysk „Don’t Call Me Baby” z udziałem Cimorelli, parodia piosenki Carly Rae Jepsen Call Me Maybe, według stanu na koniec 2012 miał on ponad 55 mln wyświetleń. Większość klipów Morrisa osiąga ponad 1 mln wyświetleń. Menadżerem artysty jest Blake Morris, jego ojciec.
MattyB zaczął publikować swoje klipy na YouTube w 2010 roku, jego pierwszy cover to „Eenie Meenie” uzyskał 500 tys. wyświetleń w pierwszym tygodniu. Wykonawca tworzy covery popularnych piosenek takich jak: Ice Ice Baby z repertuaru Vanilla Ice (Vanilla Ice wystąpił w teledysku do tej piosenki), Boyfriend Justin Bieber, What Makes You Beautiful zespołu One Direction, Gangnam Style rapera Psy (zaśpiewał z nim zespół Cimorelli), Some Nights z repertuaru grupy Fun (zaśpiewał w duecie z Jackiem Vidgen), Scream & Shout oryginalnie wykonywane przez Will.i.am. Tworzy także autorskie piosenki, m.in. I Believe in You MattyBRaps Remix, I’m MattyB, The Royal Wedding Song, Burnout z gościnnym udziałem Trailer Choir, Sugar Sugar Forever and Always z udziałem Julii Sheer, Be Right There, That’s The Way, That Girl Is Mine i Turn It Up.
Jego singiel „That’s The Way” z 2012 roku uzyskał 11. miejsce na Billboard Social 50 w październiku 2012.

## Komunikacja z fanami
MattyB prowadzi wideoblogi na YouTube i Keek, na których opowiadania o swoim codziennym życiu. Używa także Facebooka, Instagrama i Twittera do komunikowania się ze swoimi fanami oraz informowania o nadchodzących nowych singlach i wydarzeniach.

## Rodzina
Matthew David Morris ma trzech starszych braci o imionach: Joshua (Jeebs), John Michael i Blake Jr oraz młodszą siostrę, Sarah Grace, która urodziła się z Zespołem Downa. Jeebs też ma swój popularny kanał na YouTube „JeebsTV”, który pod koniec 2012 miał ponad 50 tys. subskrybentów i 11 mln wyświetleń.
Starszy kuzyn Mattiego, Marshall Manning (Mars), zainspirował go do bycia raperem. Mars jest raperem, a także tekściarzem i producentem – jego kanał YouTube, „MarsRaps | Mars Music Studios”, pod koniec 2012 miał ponad 180 tys. subskrybentów i 15 mln wyświetleń.